# Pukhanszan-emlékmű
A Pukhanszan-emlékmű (hangul: 북한산신라진흥왕순수비, Pukhanszan Silla Csinhung vang szunszubi) egy Silla-korból származó kőtábla, mely Csinhung király határlátogatásának emlékére készült a 6. század közepén. Eredetileg a Szöul északi határán elterülő Pukhan-hegyen („Északi nagy hegy”) találták meg, először a Kjongbok palotába vitték megőrzésre, aztán végleges helyére, a Koreai Nemzeti Múzeumba került.

## Története
A 154 centiméter magas és 69 centiméter széles kőtáblát annak emlékére állították, hogy Csinhung király (540-575), miután a Han folyó területe az uralma alá került, ellátogatott ide. A tábla egy része hiányzik. Tizenkét sornyi szöveg szerepel rajta, minden sorban 32 kínai írásjellel. A táblát 1816-ban találták meg és egy neves kalligráfus mester, Kim Dzsonghi (김정희) fejtette meg a szöveget.